# Tiazol sintaza
Tiazol sintaza (EC 2.8.1.10, thiG (gen)) je enzim sa sistematskim imenom 1-dezoksi--ksiluloza 5-fosfat:tiol sumportransferaza. Ovaj enzim katalizuje sledeću hemijsku reakciju
1-dezoksi--ksiluloza 5-fosfat + 2-iminoacetat + tiokarboksi-adenilat-[sumpor-nosilac protein ThiS] {\displaystyle \rightleftharpoons } 2-[(2R,5Z)-2-karboksi-4-metiltiazol-5(2H)-iliden]etil fosfat + [sumpor-nosilac protein ThiS] + 22O
H2S može da obezbedi sumpor in vitro.

## Literatura
- Nicholas C. Price; Lewis Stevens (1999). Fundamentals of Enzymology: The Cell and Molecular Biology of Catalytic Proteins (Third изд.). USA: Oxford University Press. ISBN 019850229X.
- Eric J. Toone (2006). Advances in Enzymology and Related Areas of Molecular Biology, Protein Evolution (Volume 75 изд.). Wiley-Interscience. ISBN 0471205036.
- Branden C; Tooze J. Introduction to Protein Structure. New York, NY: Garland Publishing. ISBN 0-8153-2305-0.
- Irwin H. Segel. Enzyme Kinetics: Behavior and Analysis of Rapid Equilibrium and Steady-State Enzyme Systems (Book 44 изд.). Wiley Classics Library. ISBN 0471303097.
- William P. Jencks (1987). Catalysis in Chemistry and Enzymology. Dover Publications. ISBN 0486654605.

## Spoljašnje veze
- Thiazole+synthase на 